# Дело Тариэла Мклавадзе
«Дело Тариэла Мклавадзе» — советский немой фильм ужасов 1925 года режиссёра Ивана Перестиани.

## Сюжет
Грузинскому помещику князю Тариэлу Мклавадзе приглянулась жена местного учителя. Попытка распутного князя похитить женщину не удаётся. Но жена учителя, потрясённая произошедшим, тяжело заболевает и умирает. Мстя за смерть своей супруги, учитель убивает оскорбителя.

## В ролях
- Котэ Микаберидзе — Спиридон Мцирашвили
- Нато Вачнадзе — Деспинэ
- Михаил Кадагидзе — Тариэл Мклавадзе
- Шалва Хускивадзе
- Михаил Калатозишвили — Саморе
- Дмитрий Кипиани
- Шалва Дадиани

## Восприятие
Кинокритик Игорь Перунов (Film.ru) в 2000 году отмечал инновационность режиссёрского подхода Перестиани.